# Sus-Saint-Léger
Sus-Saint-Léger település Franciaországban, Pas-de-Calais megyében. Lakosainak száma 362 fő (2022. január 1.). Sus-Saint-Léger Berlencourt-le-Cauroy, Beaudricourt, Grand-Rullecourt, Ivergny, Warluzel, Humbercourt és Lucheux községekkel határos.

## Népesség
A település népessége az elmúlt években az alábbi módon változott:
| Lakosok száma | 359  | 369  | 376  | 376  | 372  | 369  | 365  | 361  | 362  |
|               | 2013 | 2015 | 2016 | 2017 | 2018 | 2019 | 2020 | 2021 | 2022 |